# 와전류제동
와전류제동(渦電流制動)은 철도 차량에 이용되는 제동방식의 일종이다.

## 디스크식

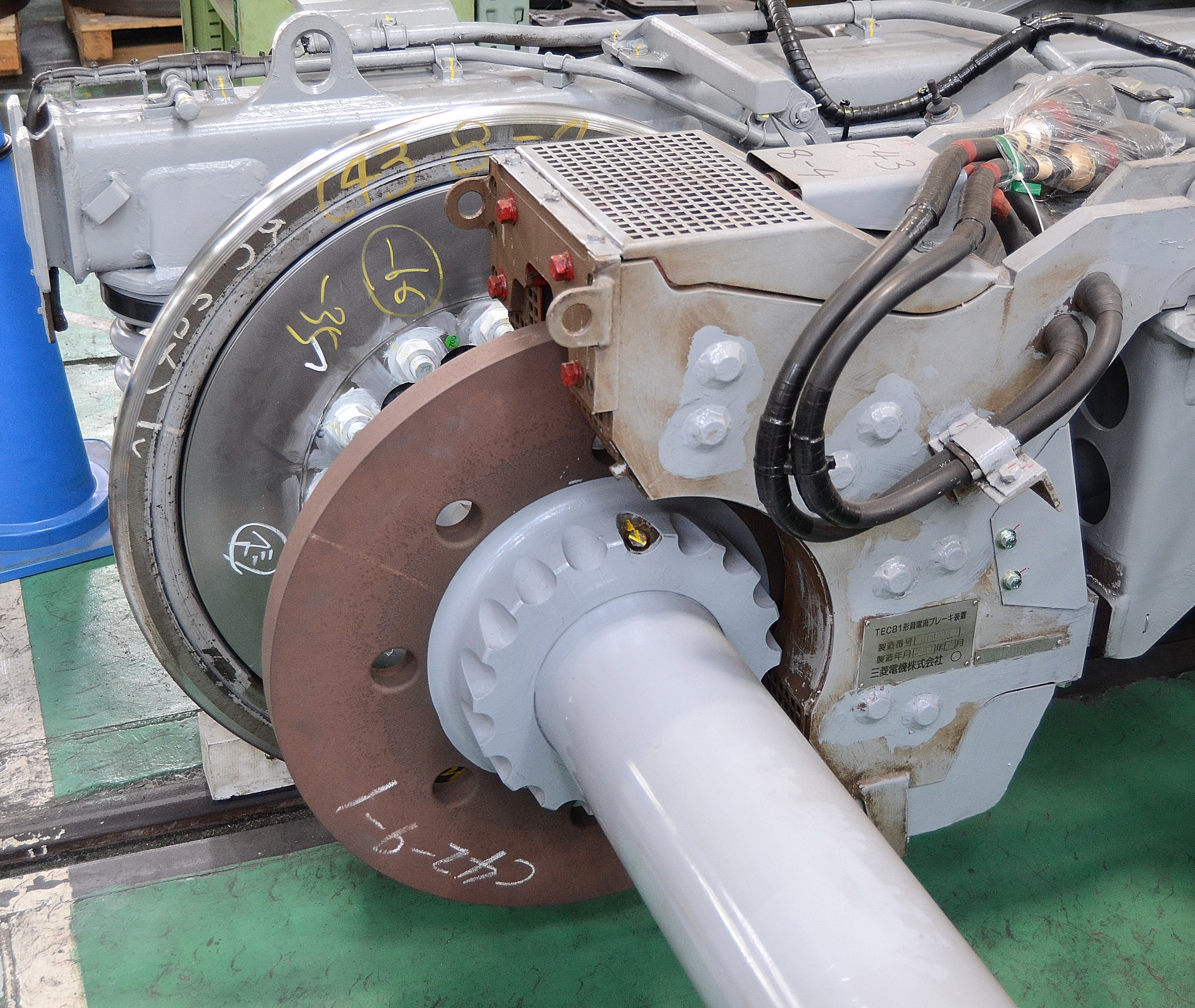
일본 신칸센 700계 전동차의 디스크식 와전류 제동장치

차축에 전자석을 수반한 금속제 디스크를 설치하여, 제동시에는 전자석으로부터 회전자기장을 발생시켜 와전류와 자기장이 작용해 힘(플레밍의 왼손 법칙에 의한 전자력)을 얻는다. 힘의 방향을 차륜의 회전을 방해하는 방향으로 향하게 하여 감속한다.
장점은 모터 비탑재 차량에도 탑재 가능하고, 비접촉식 제동이므로 브레이크 디스크를 소모하지 않고 브레이크 패드도 불필요하며, 다른 전동차의 발전제동·회생제동과 제동력의 균형화가 쉬운 것 등이 꼽힌다.
반면 강력하고 큰 전자석이 필요해 중량이 교류 모터(농형 3상 유도전동기)보다 무거워져 차량 전체 중량 증가(특히 스프링하 질량의 증가)로 이어지며, 그리고 회생제동과는 반대로 전력을 소비하기 때문에 에너지 절약 측면에서는 흠이 있다는 문제가 있다. 그래서 일본의 철도 사업자 JR 동일본에서는 1994년에 만든 E1계 이후의 신칸센 차량에는 경량화를 위해 부수차에 와전류식 디스크 제동을 탑재하지 않고 전동차에 새로운 회생제동 제어 방식을 추가해 회생제동의 제동력을 올림으로써 제동력을 확보하고 있다.

## 레일식

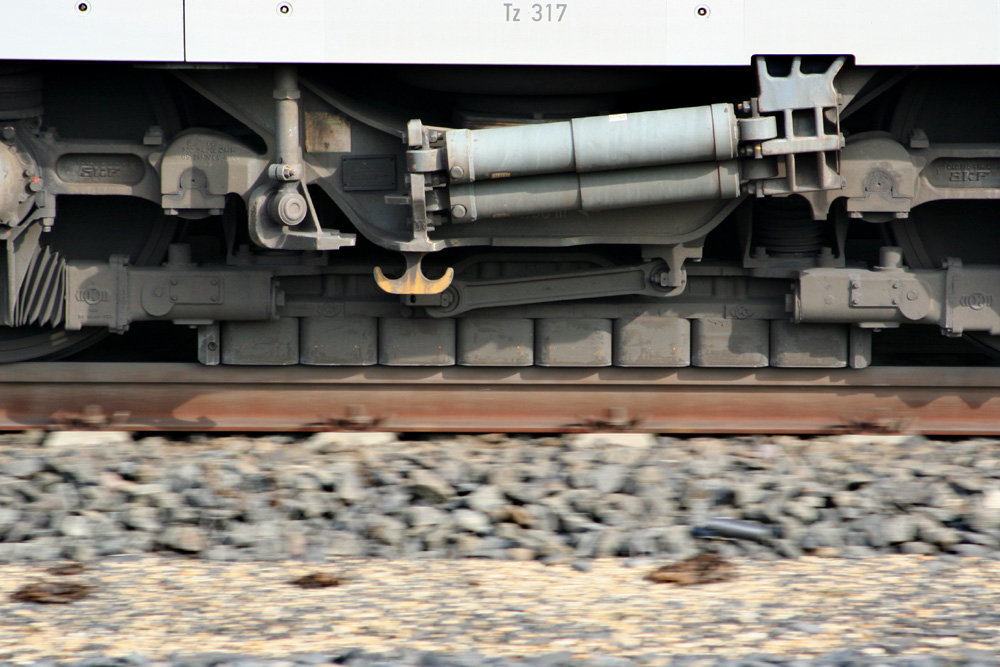
독일의 ICE 3에 탑재된 레일식 와전류 제동장치

전자석으로 레일에 와전류를 발생시켜 제동력을 얻는 방식이다.

### 원리
레일 가까이에(7mm 정도) 전자석을 설치해 제동력이 필요할 때 이를 여자(励磁)하여 자력으로 레일에 와전류를 발생시켜 제동력을 얻는다. 자석의 N-S극을 전후방향으로 늘어놓으면 레일은 N극과 S극이 서로 접근하듯이 되는데, 이로 인한 자계(磁界)의 변화에 따라 레일에 와전류가 발생, 렌츠의 법칙에 의해 제동력을 얻을 수 있다.
이에 따라 차량의 운동 에너지는 레일의 와전류로 바뀌고, 그렇게 손실된 전류가 최종적으로 열 에너지로 변환되어 레일을 데우게 된다.
이 제동의 원리라고 할 수 있는 자계 속에서 회전하는 원반에 와전류가 발생하는 현상을 발견한 것은 프랑스의 레옹 푸코이다.

### 특징
레일 사이에 물리적 접촉이 없으며 바퀴에 제륜자를 접촉시키는 방식도 아니기 때문에 레일·차륜·제륜자 등이 마모·파손되는 기계적인 결손이 발생하지 않는다. 또 소음이나 악취등도 만들지 않는다.
다만 저속에서는 효과가 거의 없어 정차시키기 위한 제동방식으로는 사용할 수 없어 다른 제동수단과 병용해야 한다. 고속에서는 비상제동에도 상용제동에도 이용 가능하다.
EU의 범 유럽 고속철도에 관한 상호운용성에 대한 기술사양(TSI:Technical Specifications for Interoperatibility)에서는 신조되는 고속철도 차량은 반드시 와전류제동을 장착할 것을 요구하고 있다. 처음으로 이 방식의 제동장치를 영업운전에 투입한 것은 독일의 ICE 3이다.

### 다른 방식과의 비교
와전류를 이용해 제동력을 얻는다는 점에서는 디스크식 와전류제동과 동일하지만, 디스크식 와전류제동은 차축에 설치한 디스크에 대해 자석을 설치해 와전류를 디스크에 발생시키는 것에 반해 레일식 와전류제동은 레일에 발생시킨다.

때문에 디스크식 와전류제동은 최종적으로 바퀴의 레일과 점착에 의한 제약을 받아, 강하게 작동시키면 활주 상태가 될 수 있다. 한편, 레일식 와전류제동은 레일과의 직접 작용에 의한 제동방식이므로 점착계수의 영향을 받지 않는다. 일반적으로 고속일수록 점착계수는 낮아지기 때문에, 레일식 와전류제동이 유리하다.
레일에 자석을 접근시킨다는 점에서는 전자흡착제동과 비슷하지만 전자흡착제동은 자석을 레일에 접촉시키는 데에 반해 레일식 와전류제동은 비접촉식이다. 또, 전자흡착제동은 레일 좌우 방향으로 N-S극을 배열해 전후방향은 같은 극성이 되도록 하고 있다. 이는 와전류에 의한 제동력은 속도에 따라 변화하기 때문에 속도에 의존하지 않는 제동력을 얻기 위해 와전류 발생을 억제하기 위함이다. 일부러 와전류를 발생시켜 제동력을 얻는 레일식 와전류제동은 극성의 방향이 다르다.

## 같이 보기
- 발전 제동
- 직선형 유도 전동기